# Mathieu Puig
Mathieu Puig est un joueur puis entraîneur français de football né le 22 mai 1978 à Perpignan. Il évoluait aux postes de défenseur central et de milieu défensif.

## Biographie

### Carrière de joueur
Mathieu Puig a été formé au FC Canet 66 avant de rejoindre le Toulouse FC à 20 ans. En six saisons à Toulouse il ne joue que onze matches avec l'équipe première mais est un cadre de l'équipe réserve (110 matches disputés). Il est prêté une saison à Angoulême en National.
Il évolue ensuite au FC Rouen, à l'US Boulogne CO et enfin au Stade lavallois, le plus souvent en National.
En fin de contrat en 2011, il arrête sa carrière professionnelle et s'engage avec le club de sa ville natale, le Perpignan Canet FC qui évolue en DH.

### Reconversion
Le 4 mars 2014, il devient l'entraineur du Perpignan Canet FC en DH. Il est ensuite adjoint de William Prunier, toujours à Canet RFC.
En juin 2022, après deux ans sans club, il devient l'entraîneur de l'USEPMM-Saint-Estève, club de R1.

## Carrière
- 1998-2004 : Toulouse Football Club ( France)
- 2001-2002 : (prêt) Angoulême CFC ( France)
- 2004-2005 : Football Club de Rouen 1899 ( France)
- 2005-2008 : Union Sportive Boulogne Côte d'Opale ( France)
- 2008-2011 : Stade lavallois ( France)

## Statistiques
| Saison      | Club            | Pays   | Division | Championnat       |
| ----------- | --------------- | ------ | -------- | ----------------- |
| 2000 - 2001 | Toulouse FC     | France | Ligue 1  | 2 matchs / -      |
| 2001 - 2002 | Angoulême CFC   | France | National | 20 matchs / -     |
| 2002 - 2003 | Toulouse FC     | France | Ligue 2  | 5 matchs / -      |
| 2003 - 2004 | Toulouse FC     | France | Ligue 1  | 1 match / -       |
| 2004 - 2005 | FC Rouen        | France | National | 30 matchs / -     |
| 2005 - 2006 | US Boulogne     | France | National | 30 matchs / -     |
| 2006 - 2007 | US Boulogne     | France | National | 35 matchs / 1 but |
| 2007 - 2008 | US Boulogne     | France | Ligue 2  | 4 matchs / -      |
| 2008 - 2009 | Stade lavallois | France | National | 37 matchs / 1 but |
| 2009 - 2010 | Stade lavallois | France | Ligue 2  | 15 matchs / -     |
| 2010 - 2011 | Stade lavallois | France | Ligue 2  | 8 matchs / -      |